# Dorota Bukowska
Dorota Anna Bukowska, z domu Rożek (ur. 20 kwietnia 1972 w Gdyni) – polska koszykarka, występująca na pozycji skrzydłowej, reprezentantka kraju, Mistrzyni Europy (1999), olimpijka, multimedalistka mistrzostw Polski.
Jako dziecko, w szkole podstawowej trenowała koszykówkę, lekkoatletykę, piłkę ręczną i siatkówkę.
W trakcie tournee po Stanach Zjednoczonych, po mistrzostwach Europy w 1999, otrzymała propozycję gry (wraz z Beatą Binkowską) w WNBA od trenera Minnesoty Lynx – Briana Aglera.
Przez większość kariery reprezentowała kluby z Gdyni. Reprezentantka Polski na Igrzyskach Olimpijskich w Sydney, w 2000. W drużynie narodowej rozegrała 94 mecze, zdobywając 905 punktów. Podczas swojej 12-letniej kariery rozegrała w 379 spotkań w ekstraklasie, uzyskując 4833 punkty.
W trakcie związku z pierwszym mężem nosiła nazwisko Szwichtenberg. 1 lipca 2000 została żoną Macieja Henryka Bukowskiego. W 2005 została matką bliźniąt – Wiktorii i Macieja, natomiast w 2009 córki – Karoliny. 

## Osiągnięcia
Na podstawie, o ile nie zaznaczono inaczej.

### Drużynowe
- Mistrzyni Polski (1996, 1998–2001)
- Brązowa medalistka mistrzostw Polski (1995)
- Uczestniczka międzynarodowych rozgrywek Euroligi (1998–2000 – TOP 16, 2000/2001 – TOP 8)

### Indywidualne
- Złoty Krzyż Zasługi (1999)[3]
- Liderka PLKK w zbiórkach (1998)
- Uhonorowana gwiazdą w Alei Gwiazd Koszykówki, w centrum Polanicy–Zdroju (2019)[4]

### Reprezentacja
Seniorska
- Mistrzyni Europy (1999)[5]
- Uczestniczka:
  - igrzysk olimpijskich (2000 – 8. miejsce)[6][7][8][9]
  - kwalifikacji do mistrzostw Europy (1995, 1997)[10][11][12]

Młodzieżowa
- Uczestniczka mistrzostw Europy U–16 (1989 – 10. miejsce)[13]